# 佐成謙太郎
佐成 謙太郎（さなり けんたろう、1890年5月23日 - 1966年3月4日）は、国文学者。
滋賀県出身。京都帝国大学文学部を卒業した。1924年、女子学習院教授に就任した。戦後は大東文化大学教授、学校法人鎌倉女学院理事長を務めた。中古・中世文学を専門とし『謡曲大観』全7巻、『対訳源氏物語』の業績がある。

## 著書
- 鎌倉名勝誌 鎌倉名勝誌発行所 1916
- 新修女子日本文法 星野書店 1933
- 謡曲選講 明治書院 1933
- 国文学大講座 第14 新古今和歌集講義 日本文学社、1935
- 新修日本文法 初年級用 星野書店 1936
- 新修中等国文法 星野書店 1936
- 日本精神叢書 第2 謡曲と日本精神 日本文化協会、1936
- 増鏡通釈 星野書店 1938
- 能謡図説 明治書院 1948
- 対訳更級日記新解 明治書院 1953
- 源氏物語講説 対訳・精註・文法解説 明治書院 1954
- 徒然草の解釈と文法 明治書院 1955 (解釈文法シリーズ)
- 徒然草全講 明治書院 1957
- 日本文学史講説 明治書院 1957
- 明解枕草子 新塔社 1957 (学習受験国文双書)

## 編纂・校訂・翻訳
- 謡曲大観 首巻、第1至5巻、別巻 明治書院 1930-1931
- 謡曲 1 明治書院 1932
- 平家物語 教科新抄 星野書店 1932
- 教科新抄徒然草 星野書店 1933
- 増鏡 新訂要註 三省堂 1934 (高等国文叢刊)
- 女子学習文法 星野書店 1936
- 徒然草新解 対訳 明治書院 1951
- 対訳源氏物語 巻1-7、別巻 紫式部 明治書院 1951-1953